# VIII Korpus Wielkiej Armii ks. Józefa Poniatowskiego

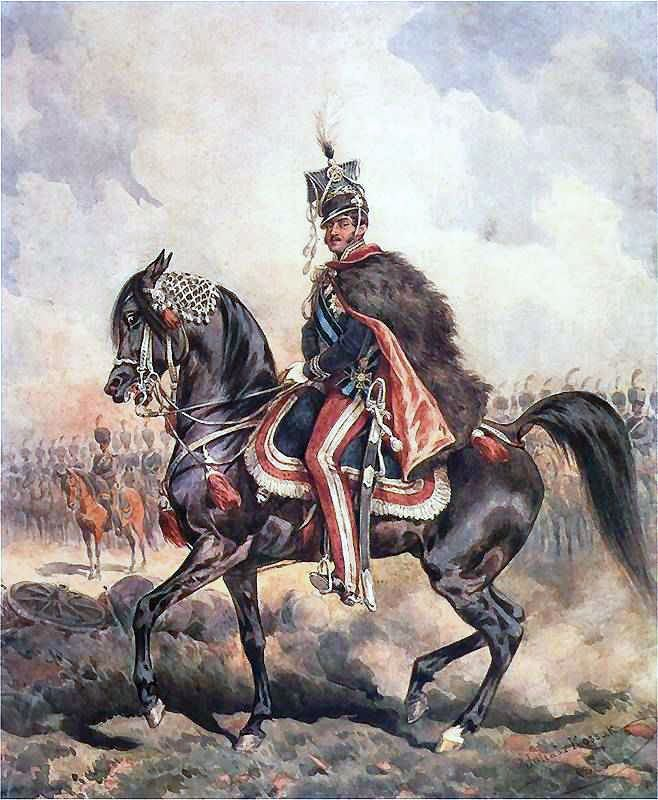
Książę Józef Poniatowski, dowódca VIII Korpusu Wielkiej Armii. Portret księcia Józefa na koniu, Juliusz Kossak, 1879

VIII Korpus (Polski) Wielkiej Armii – polska formacja wojskowa okresu napoleońskiego.
Powołany przez Napoleona dekretem z marca 1813. W czerwcu przejęty na żołd francuski.
Dowódcą korpusu mianowano księcia Józefa Poniatowskiego a szefem sztabu gen. Aleksandra Różnieckiego.
Artylerią korpusu dowodził płk Jakub Redel, wojskami inżynieryjnymi płk Jean-Baptiste Mallet de Grandville.

## Formowanie i skład

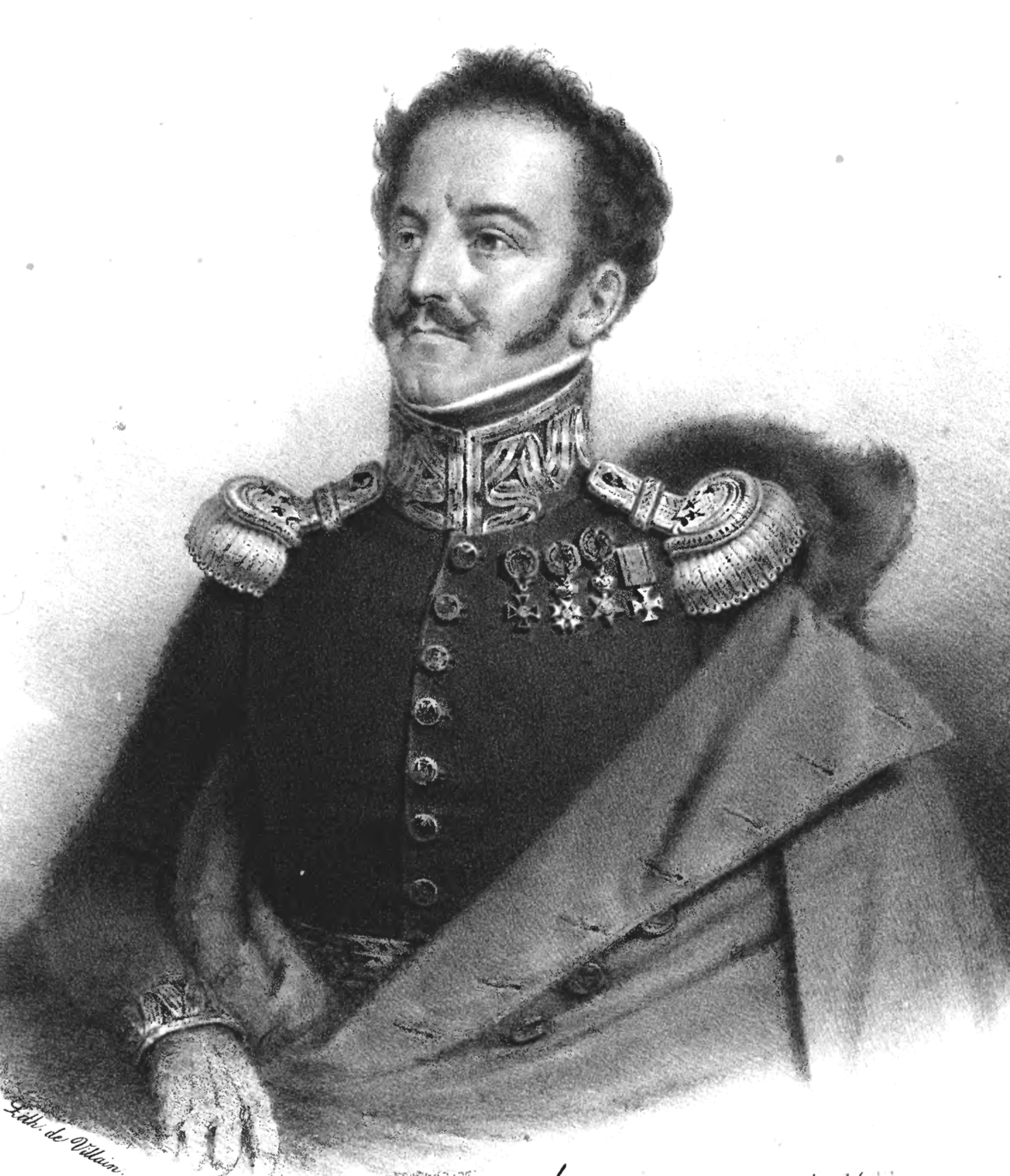
Jan Nepomucen Umiński, dowódca Brygady Jazdy

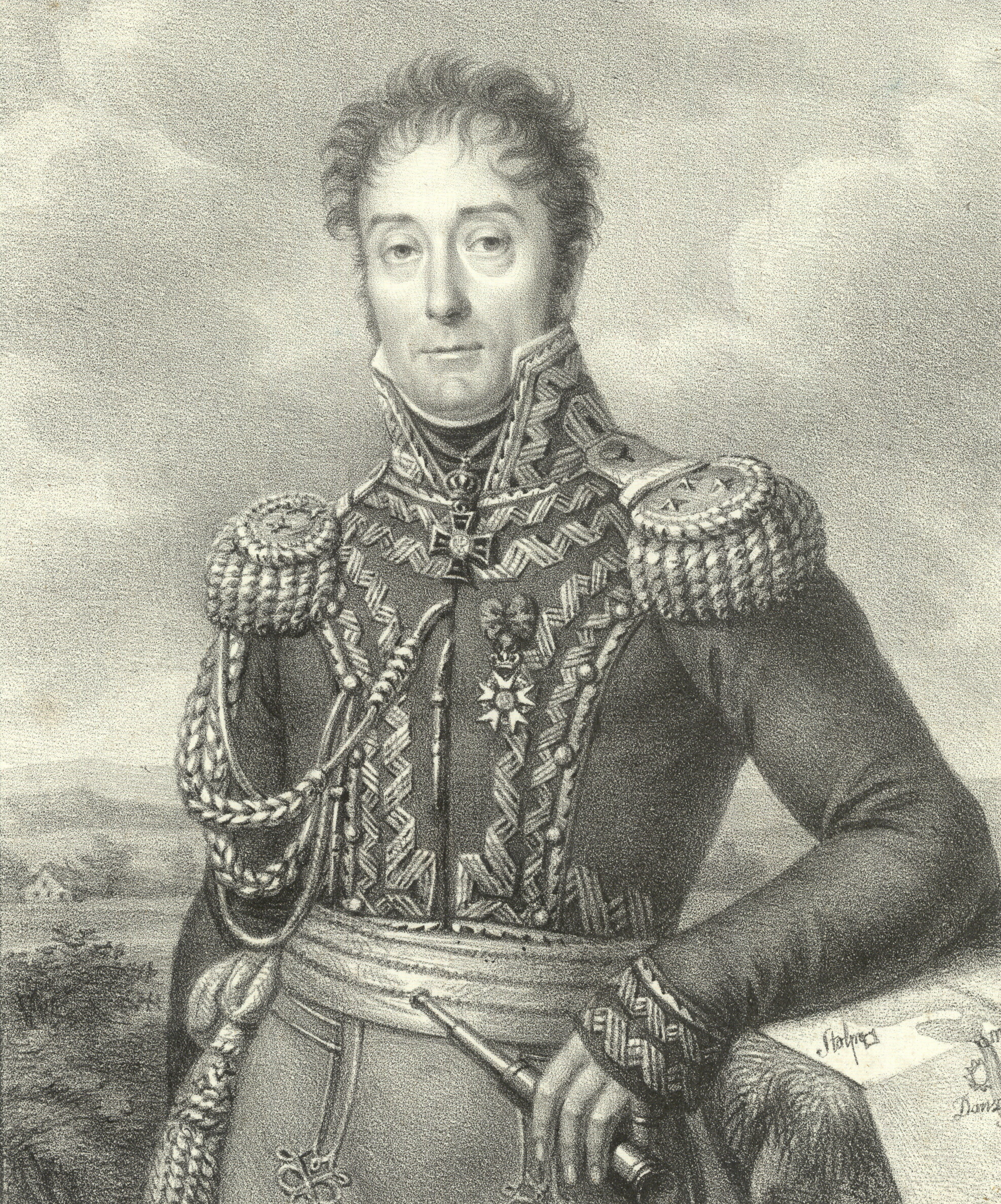
Michał Sokolnicki

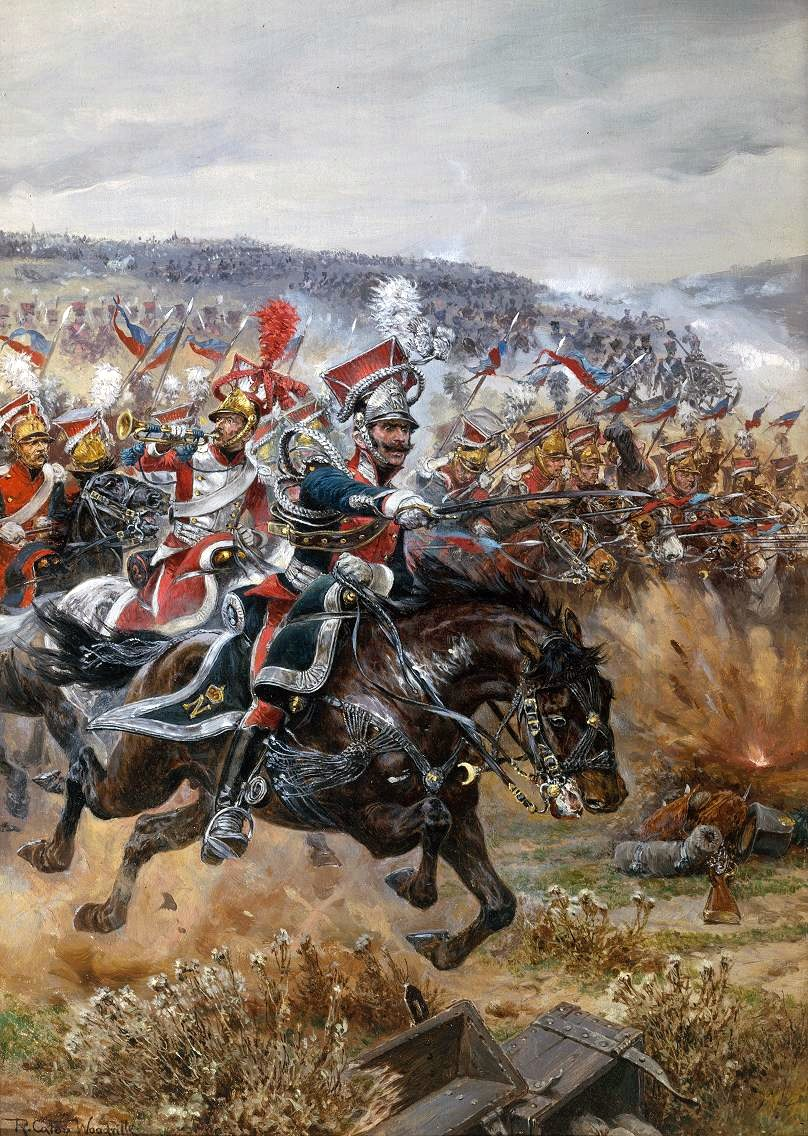
Ostatnia szarża Poniatowskiego pod Lipskiem

Mimo klęski Napoleona w wyprawie moskiewskiej książę Poniatowski przystąpił do odtwarzania armii. Stosując metody kościuszkowskie: intensywny pobór dymowy i wcielając bataliony gwardii narodowej do pułków liniowych uzyskał doskonałe efekty. Stary żołnierz tworzył doskonałe kadry, a rekrut prędko stawał się starym żołnierzem.

### Orde de Bataille w przededniu bitwy pod Lipskiem
- dowódca - generał (od 16 X - marszałek Francji) ks. Józef Poniatowski
- szef sztabu - generał Aleksander Różniecki
- dowódca artylerii - płk Redel
- dowódca wojsk technicznych - płk Mallet

26 Dywizja - gen. Ludwik Kamieniecki
- 1 brygada - gen. Sierawski
  - pułk nadwiślański
  - 1 pułk piechoty
  - 16 pułk piechoty
- 2 brygada - gen. Małachowski
  - 8 pułk piechoty
  - 15 pułk piechoty
- 3 baterie artylerii pieszej

27 Dywizja - gen. Izydor Krasiński
- 3 brygada - gen. Grabowski
  - 12 pułk piechoty
  - 14 pułk piechoty
- 4 1/2 baterii artylerii pieszej

27 Brygada Kawalerii Lekkiej - gen. Jan Nepomucen Umiński
- 14 pułk kirasjerów płk Stanisława Małachowskiego
- pułk krakusów płk. Aleksandra Obojskiego

Artyleria rezerwowa:
- 2 baterie artylerii pieszej
- kompania saperów
- oddział wyposażenia taboru.

Wraz ze służbami korpus liczył ok. 10 000 i 36 dział.

## Działania zbrojne

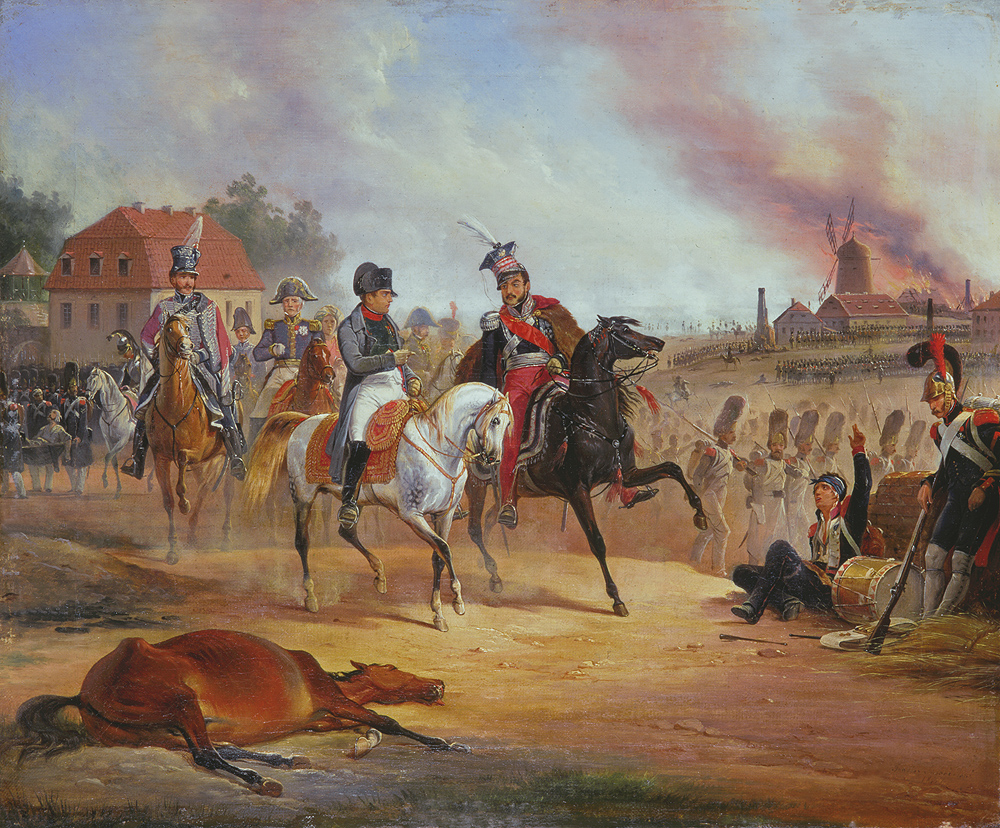
Napoleon i ks. Józef Poniatowski pod Lipskiem, obraz Suchodolskiego.

7 maja VIII Korpus opuszcza kraj i udaje się ku Wielkiej Armii. Gen. Michał Sokolnicki spóźnia się z wezwaniem Napoleona (12 maja), by na tyłach przeciwnika prowadzić działania partyzanckie. Sławetne słowa "Idę do Polski i dla Polski, tam się mają połączyć ze mną Polacy..." nigdy nie urzeczywistniły się. Książę Poniatowski kontynuował swój marsz do Saksonii.
W kampanii jesiennej (saksońskiej) korpus walczy początkowo pod Ebersdorf i Löbau.
Wykonuje zawsze zadania samodzielnie. używany jest do działań dywersyjnych, przesłaniania działań sił głównej, wiązania i zatrzymywania przeważających sił przeciwnika. Działania sprzymierzonych sił austriacko-rosyjskich, na odcinku zajmowanym przez korpus, były jedynie pozorowaniem kierunku głównego uderzenia, które nastąpiło w rzeczywistości kilkadziesiąt kilometrów na zachód - bezpośrednio na Drezno. Tam w bitwie rozegranej 26 i 27 sierpnia Napoleon pobił armię sprzymierzonych. Korpus polski stał nadal w rejonie Żytawy strzegąc przejść przez góry między Czechami a Saksonią, ubezpieczając od południa zgrupowane w Saksonii korpusy francuskie

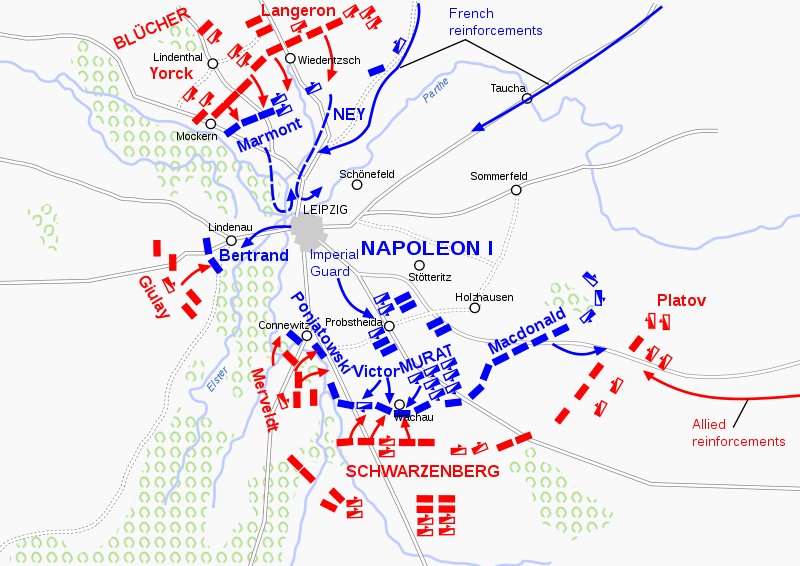
Plan bitwy – 16 października 1813

### Bitwa pod Lipskiem

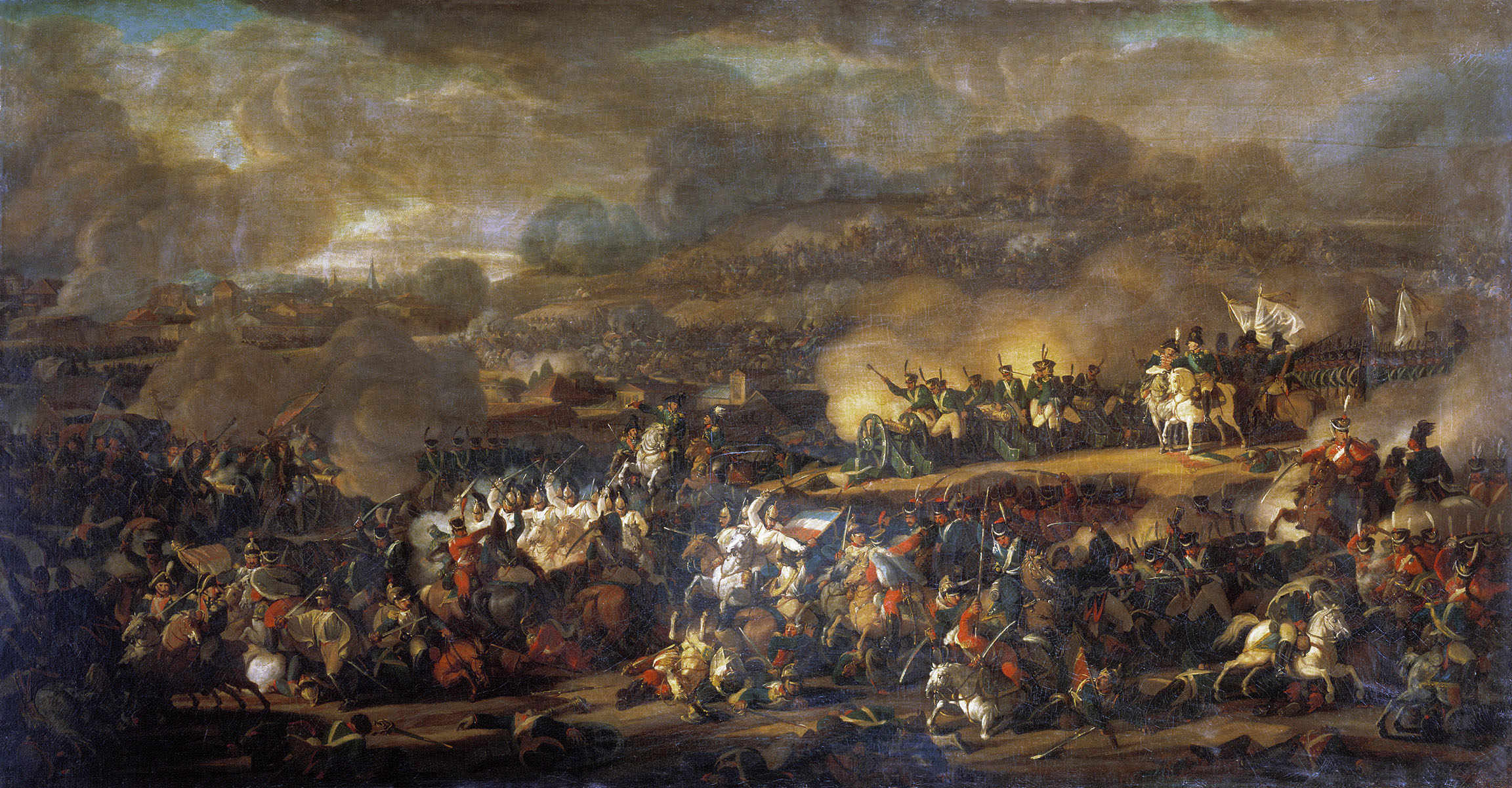
Bitwa pod Lipskiem

Śmierć ks. Poniatowskiego w Elsterze

Dla wojsk Korpusu bitwa pod Lipskiem rozpoczęła się 16 października w godzinach rannych. Na wieś Markkleeberg ruszyło sześć pułków sprzymierzonych. Naprzeciw nich stanęła dywizja generała Krasińskiego. Po zaciętych walkach zatrzymała ona natarcie Austriaków.
Nad rzeką Pleisse walczyła dywizja gen. Kamienieckiego. I tu nie osiągnął przeciwnik żadnych decydujących sukcesów.
Na koniec dnia VIII Korpus miał około 35% strat.
Tego dnia ks. Józef Poniatowski otrzymał tytuł marszałka Francji.
Trzeci dzień bitwy, 18 października, miał przynieść rozstrzygnięcie.
O 10 rano wzmógł się nacisk nieprzyjaciela na odcinku VIII Korpusu koło Probstheide. Walczyli tu, obok Poniatowskiego marszałkowie Augereau i Oudinot. Dywizja Krasińskiego, dywizja konna Sokolnickiego, batalion Kurcyusza i w tym dniu biły się dzielnie nieustannie kontratakując silniejszego liczebnie przeciwnika.
Walki rozegrane 19 października były najprawdopodobniej najkrwawszymi w dziejach korpusu.
Oddziały Korpusu i wojska marszałka Macdonalda odpierały główne uderzenie nieprzyjaciela i osłaniały odwrót Wielkiej Armii na zachód. W bojach tych VIII Korpus znów poniósł ciężkie straty broniąc zaciekle odcinka Dölitz-Probsthejde. Jednak zbyt wczesne zniszczenie mostu na Elsterze spowodowało zgubę wielu oddziałów. W rzece znalazł również śmierć książę Józef Poniatowski, wódz naczelny Wojska Polskiego i jedyny obcokrajowiec w randze marszałka Francji.
VIII Korpus Wielkiej Armii przestał istnieć.